# Gordon Town
Gordon Town är en ort i Jamaica.   Den ligger i parishen Parish of Saint Andrew, i den östra delen av landet, 9 km nordost om huvudstaden Kingston. Gordon Town ligger 353 meter över havet och antalet invånare är 1 088. Den ligger på ön Jamaica.
Terrängen runt Gordon Town är bergig. Runt Gordon Town är det tätbefolkat, med 636 invånare per kvadratkilometer. Närmaste större samhälle är Kingston, 9,1 km sydväst om Gordon Town. I omgivningarna runt Gordon Town växer i huvudsak städsegrön lövskog.